# Radika
Radika är ett vattendrag i Nordmakedonien. Det ligger i den västra delen av landet, 100 kilometer sydväst om huvudstaden Skopje.
Omgivningarna runt Radika är ek och naturlig växtlighet. Runt Radika är det ganska tätbefolkat, med 96 invånare per kvadratkilometer.